# Glacier de la Maladeta
Le glacier de la Maladeta est le quatrième plus grand glacier des Pyrénées avec une superficie de 31,3 hectares en 2011. Il se situe sur le flanc nord du pic de la Maladeta dans le massif de la Maladeta en Espagne.

## Géographie

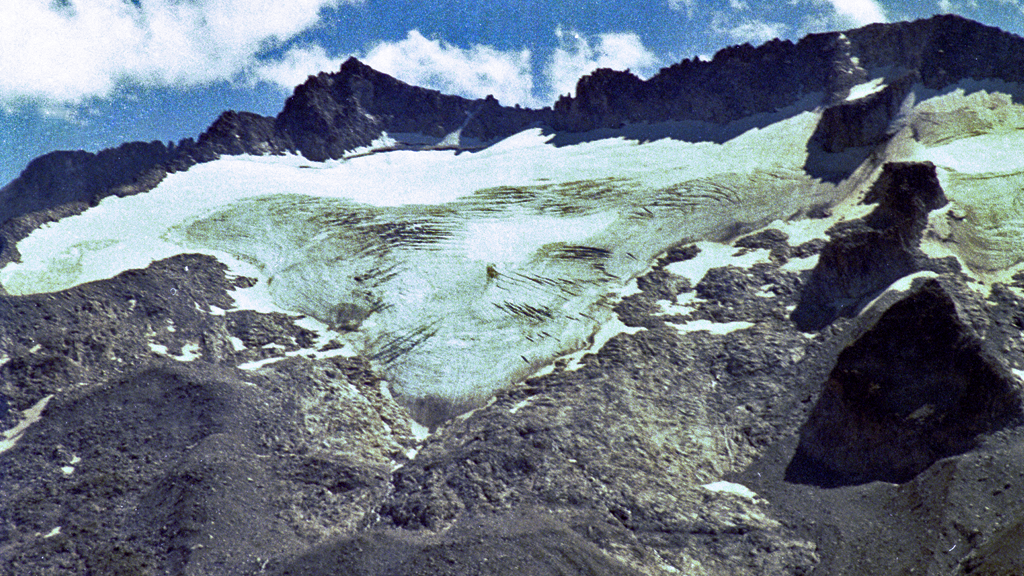
Le glacier de la Maladeta, le 3 septembre 1988.

Selon des chercheurs espagnols, le glacier de la Maladeta a perdu 15,50 mètres d'épaisseur sur une période de quatorze années de mesures, depuis 2001.